# Bouteilles-Saint-Sébastien
Bouteilles-Saint-Sébastien (okzitanisch Botelha e Sent Sabàstian) ist eine französische Gemeinde mit 175 Einwohnern (Stand: 1. Januar 2022) im Nordwesten des Départements Dordogne in der Region Nouvelle-Aquitaine (vor 2016: Aquitanien). Die Gemeinde gehört zum Arrondissement Périgueux und zum Kanton Ribérac. Sie besteht aus zwei Ortskernen und einigen Einzelgehöften (fermes). Die Bewohner werden Bouteillois und Bouteilloises genannt.

## Lage und Klima
Die Gemeinde Bouteilles-Saint-Sébastien liegt im Südwesten des Périgord vert gut 50 km (Fahrtstrecke) nordwestlich von Périgueux in Höhen um die 100 m. Die Stadt Ribérac liegt gut 18 km südlich. Das Klima ist gemäßigt, Regen (ca. 834 mm/Jahr) fällt übers Jahr verteilt.

## Bevölkerungsentwicklung
| Jahr      | 1800 | 1851 | 1901 | 1954 | 1999 | 2015 |
| Einwohner | 607  | 666  | 493  | 331  | 189  | 172  |

Der kontinuierliche Bevölkerungsrückgang im 20. Jahrhundert ist im Wesentlichen auf die Mechanisierung der Landwirtschaft und die Aufgabe von bäuerlichen Kleinbetrieben zurückzuführen.

## Wirtschaft
Die Gemeinde ist traditionell land- und forstwirtschaftlich orientiert; die Bewohner lebten jahrhundertelang als Selbstversorger. Heute spielt die Vermietung von Ferienwohnungen (gîtes) eine wichtige Rolle für Einnahmen der Gemeinde.

## Geschichte
Über die mittelalterliche und frühneuzeitliche Geschichte der ehemals selbständigen Orte Bouteilles und Saint-Sébastien ist kaum etwas bekannt; sie schlossen sich im Jahr 1825 zu einer Gemeinde zusammen.

## Sehenswürdigkeiten
- Von der ursprünglich romanischen Kirche Saint-Pierre-ès-Liens stehen nur noch die Apsis und der Vierungsturm; das Kirchenschiff wurde im 19. Jahrhundert erneuert. Möglicherweise im zeitlichen Umfeld des Hundertjährigen Krieges (1337–1453) wurde die Apsis baulich erhöht, so dass sie eine Einheit mit dem Vierungsturm bildet – dadurch entstand ein fensterloser, aber gut zu verteidigender Raum, der außen durch Blendarkaden gegliedert ist. Das Kirchenschiff ist flachgedeckt; die im Innern deutlich niedrigere Apsis zeigt die übliche Kalottenwölbung. Die romanischen Bauteile der Kirche sind seit dem Jahr 1948 als Monument historique eingeschrieben.[3][4]

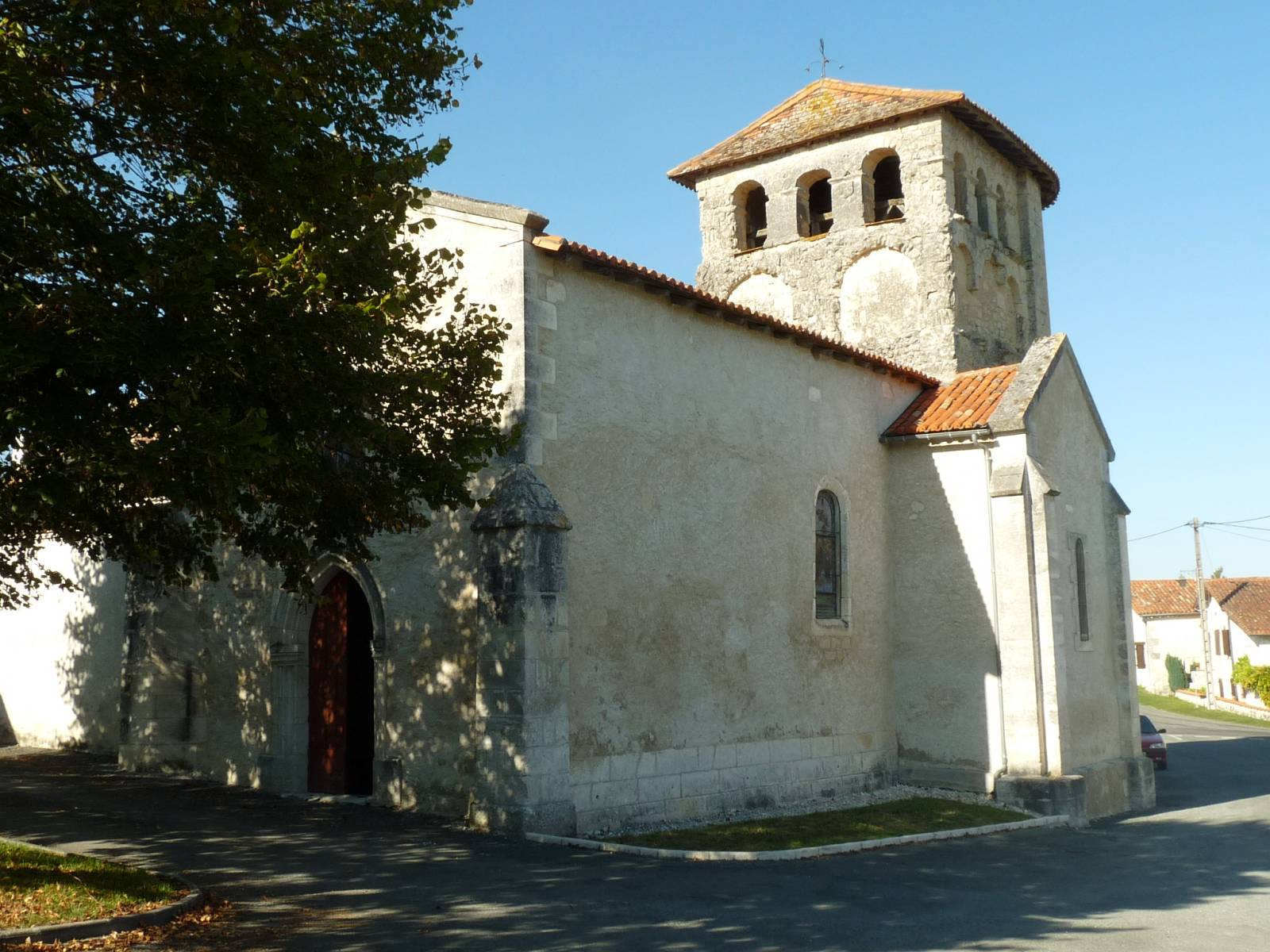
Kirche von Südwesten
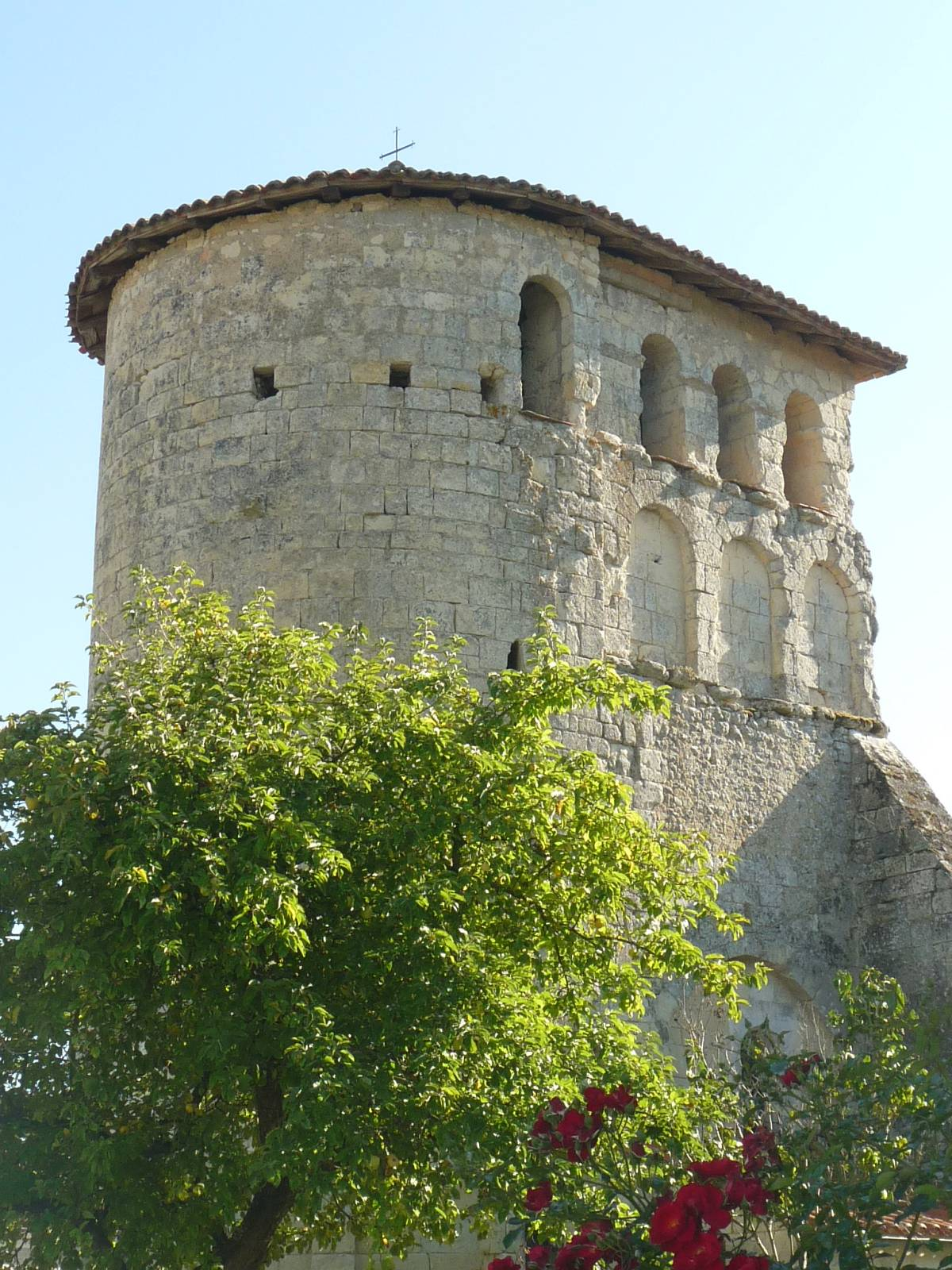
Kirche von Osten
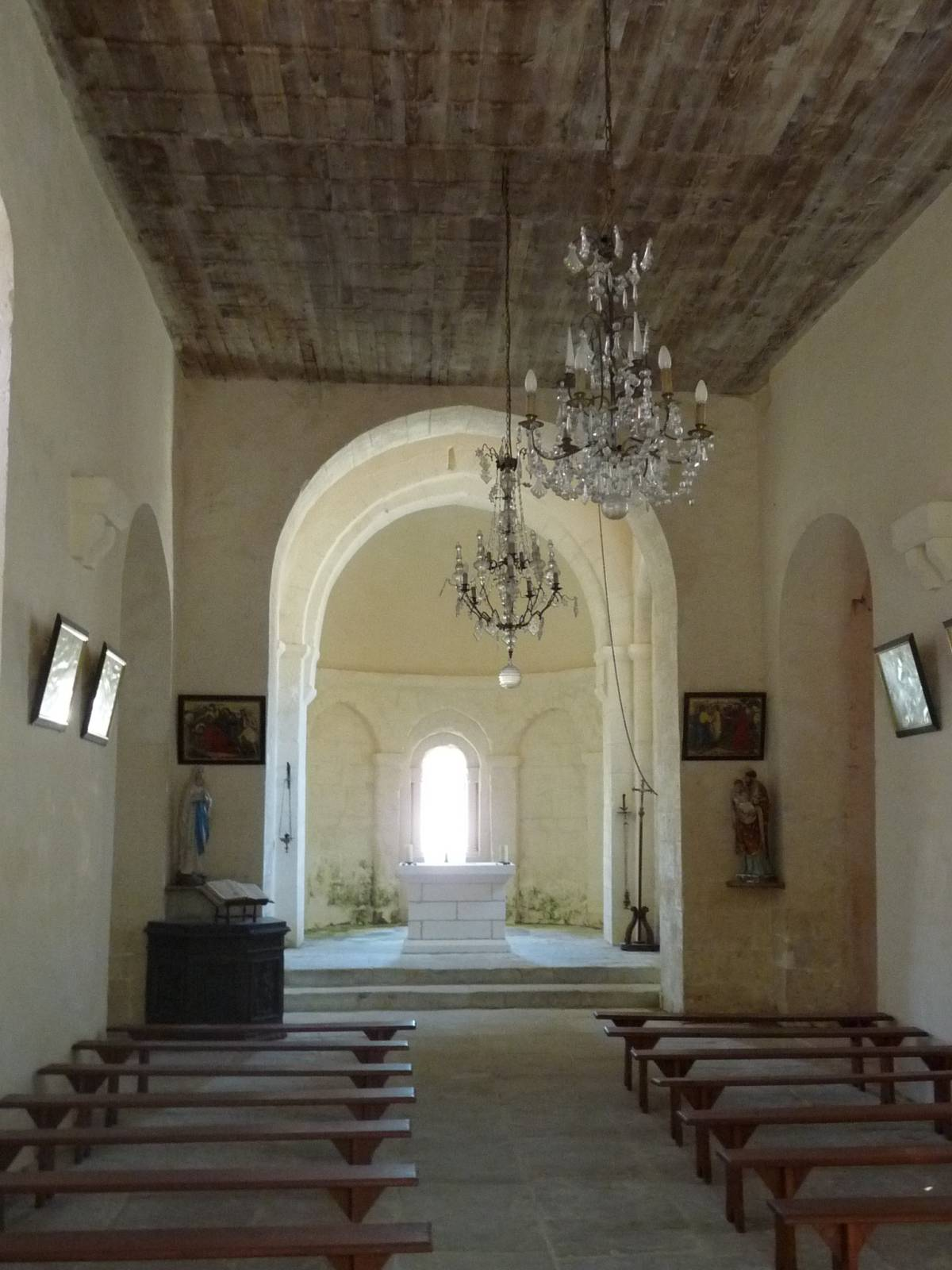
Kirchenschiff und Apsis

Umgebung

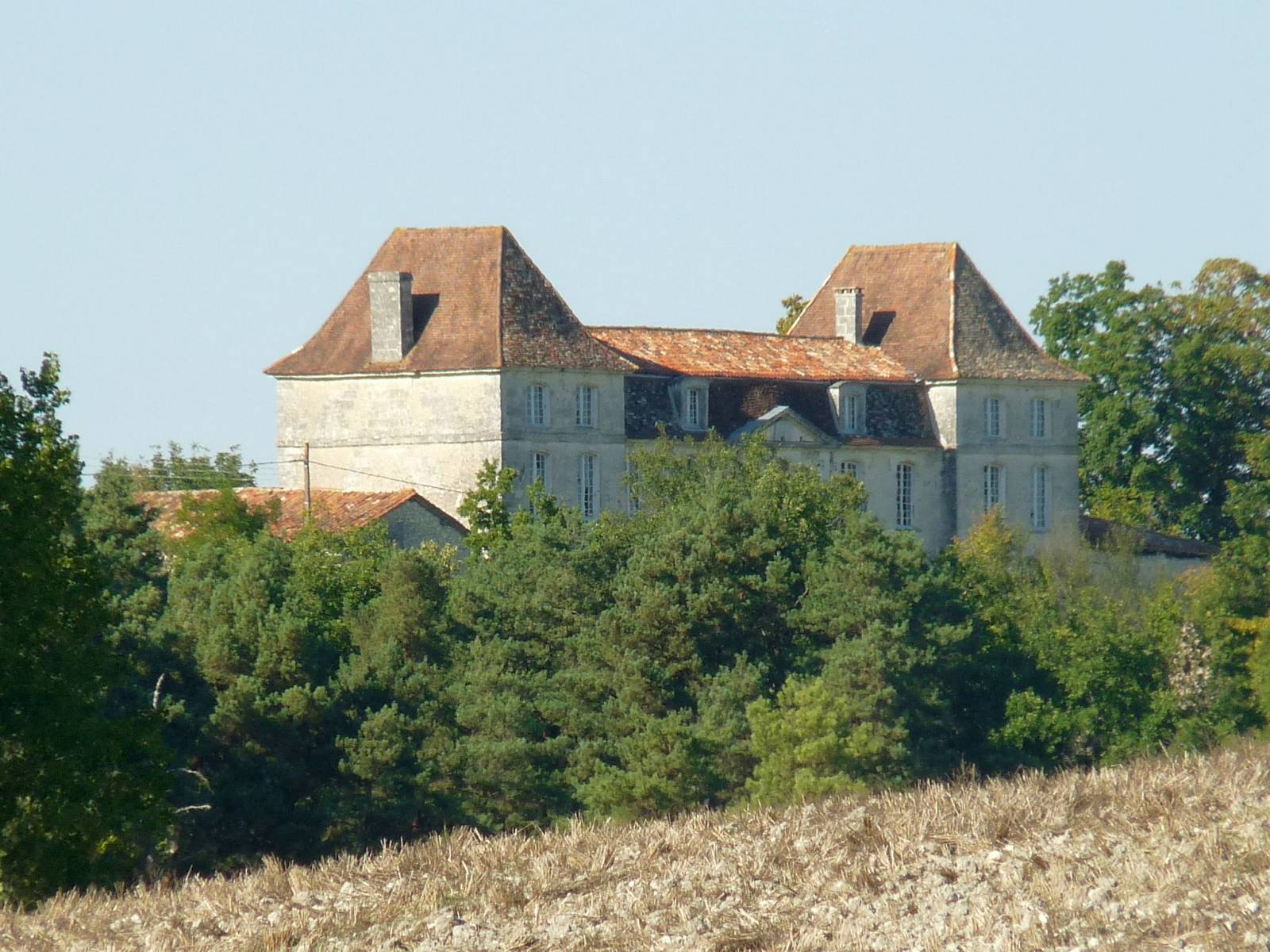
Château de la Richardie

- Das etwa einen Kilometer nordöstlich des Ortes Bouteilles gelegene und nach außen eher streng wirkende Château de la Richardie (45° 21′ 15″ N, 0° 18′ 32″ O) ist im Klassizistischen Barockstil erbaut und stammt aus dem 18. Jahrhundert. Es befindet sich in Privatbesitz.[5]